# Орден «За заслуги перед народом»
Орден «За заслуги перед народом» (сербохорв. Орден заслуга за народ / Orden zasluga za narod, макед. Орден заслуги за народ, словен. Red zaslug za ljudstvo) — награда Социалистической Федеративной Республики Югославии. Вручалась за особые заслуги перед страной как в области обеспечения национальной безопасности, так и за вклад в развитие экономики, науки и культуры.

## Описание
Орден учреждён Председательством Антифашистского вече народного освобождения Югославии указом от 9 июня 1945 вместе с медалью «За заслуги перед народом». Орден имел три степени: I степень с золотой звездой, II степень с серебряными лучами и III степень с серебряной звездой. Автором внешнего вида ордена и медали был Джордже Андреевич-Кун.
Орденом награждались лица за выдающиеся заслуги в строительстве социалистического государства, организацию и обеспечение национальной безопасности и заслуги в области экономики, науки и культуры. До конца 1986 года были награждены 5568 человек Орденом I степени, 39534 человека Орденом II степени, 282864 человека Орденом III степени и 430666 человек Медалью.